# 黄小霸鹟
，是雀形目霸鹟科的一种鸟类，属于单型的黄小霸鹟属（学名：Capsiempis）。
黄小霸鹟体重约7.7克，翼长约49毫米，喙宽度约4毫米，喙厚度约3.1毫米，嘴峰长约10.8毫米，跗蹠长约16毫米，尾长约48.5毫米。
黄小霸鹟是留鸟，栖息在森林，它们是食肉动物，主要以昆虫、蜘蛛等陆生无脊椎动物为食。分布在尼加拉瓜、哥伦比亚、委内瑞拉、圭亚那、巴西、巴拉圭、阿根廷和秘鲁。